# Ларссон, Юханна
Юханна Ларссон (швед. Johanna Larsson; родилась 17 августа 1988 года в Будене, Швеция) — шведская теннисистка; финалистка Финала тура WTA (2017) в парном разряде; победительница 16 турниров WTA (из них два в одиночном разряде).

## Общая информация
Юханна — одна из двух детей в семье; её брата зовут Юнас.
Первые шаги в теннисе Ларссон сделала в пять лет. Во время игры шведка более всего любит проводить агрессивные атаки от задней линией.

## Спортивная карьера

### Начало карьеры
В апреле 2005 года в возрасте 15 лет Ларссон впервые сыграла за сборной Швеции в отборочных раундах Кубка Федерации. В мае того же года она выиграл первый титул из цикла ITF с минимальным призовым фондом в 10 000 долларов. Дебют в WTA-туре состоялся в августе 2006 года, когда Юханна сыграла на домашнем турнире в Стокгольме. В первом матче на таком уровне она обыграла немку Кристину Барруа, а во втором уступила лидеру шведского тенниса на тот момент Софии Арвидссон. К 2008 году Ларссон выиграла уже четыре 10-тысячника и 25-тысячника ITF в одиночном разряде. В октябре 2009 года она сделала победный дубль, победив в одиночном и парном разрядах, на 50-тысячнике ITF в Барнстапле. Через неделю шведка выиграла 25-тысячник ITF.
В феврале марте 2010 года она взяла титул на 50-тысячнике в Биберахе и победила ещё на двух 25-тысячниках ITF. В мае того же года Ларссон дебютировала на турнирах серии Большого шлема, сыграв на Открытом чемпионате Франции, где она прошла во второй раунд. После вылета с Ролан Гаррос она выступила на 100-тысячнике ITF в Марселе и сумела там дойти до финала в одиночках и взять парный трофей (в партнёрстве с Ивонн Мойсбургер). В июне Ларссон впервые поднялась в первую сотню женского одиночного рейтинга. В июле Юханна дошла до четвертьфинала турнира WTA в Праге. Через неделю после этого она сыграла свой дебютный финал соревнований ассоциации. Ларссон смогла дойти до него на турнире в Портороже и сыграла там против Анны Чакветадзе, уступив со счётом 1-6, 2-6. В сентябре Юханна выиграла первый трофей WTA в парах, победив на турнире в Квебеке в дуэте с Софией Арвидссон.

### 2011—2015 (первый одиночный титул WTA)

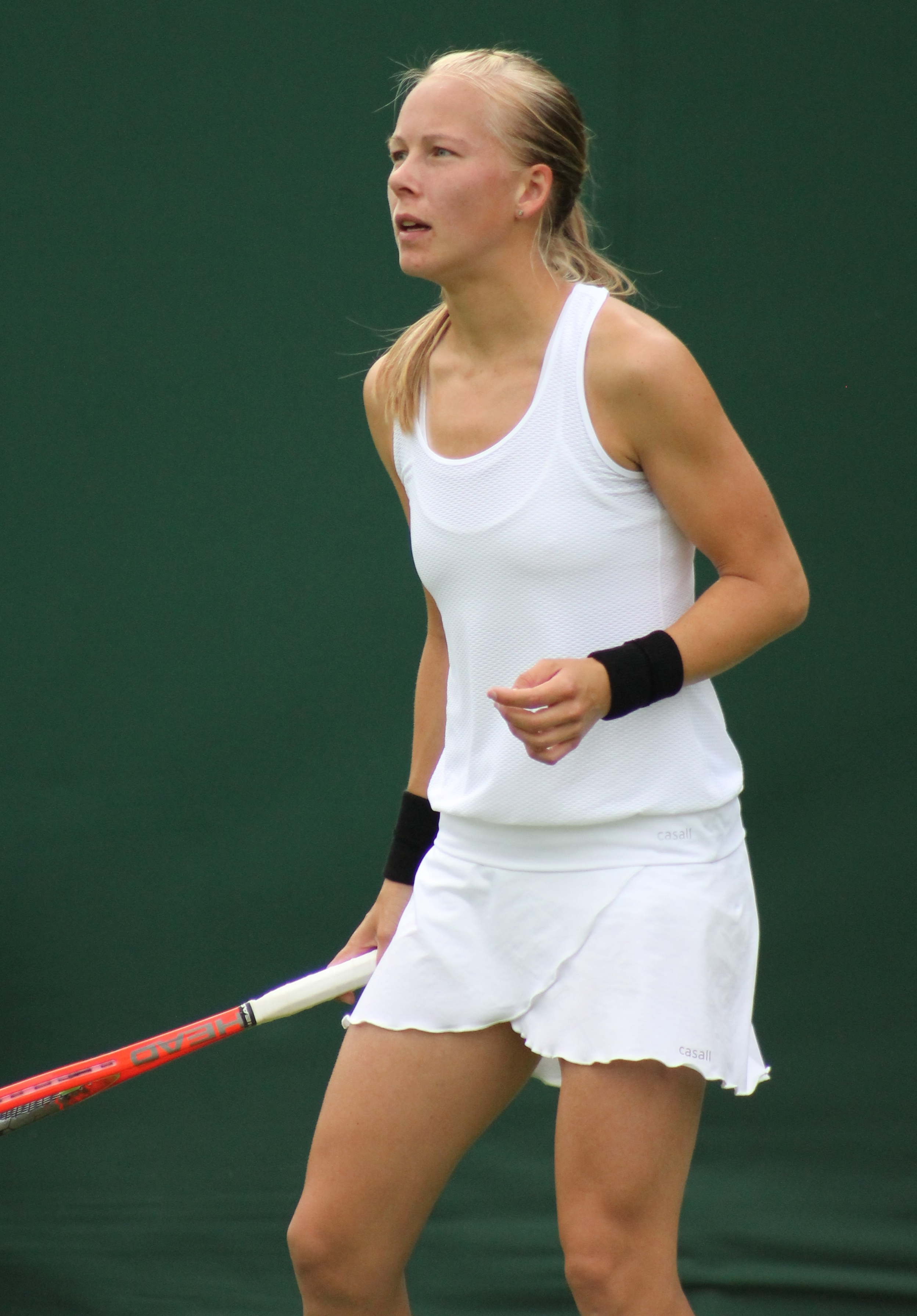
Ларссон на Уимблдонском турнире 2013 года

В феврале 2011 года Ларссон дошла до полуфинала на турнире в Акапулько. В марте на Премьер-турнире в Майами она впервые обыграла теннисистку из топ-10, одержав победу над шестой в мире Ли На. В апреле на грунтовом турнире в Оэйраше шведская теннисистка вышла в полуфинал. В июне она вышла в четвертьфинал турнира на траве в Хертогенбосе. В июле Ларссон сыграла свой второй финал WTA на турнире в Бостаде. На этот раз она уступила Полоне Херцог — 4-6, 5-7. Благодаря этому выходу в финал, шведская теннисистка впервые вошла в топ-50 мирового рейтинга. В июле Юханна выиграла парный приз 100-тысяничка ITF в Петанж совместно с Ясмин Вёр. В августе она вышла в 1/4 финала турнира WTA в Далласе.
Начало сезона 2012 года сложилось для Ларссон не лучшим образом. Первый четвертьфинал она сыграла в Страсбурге. Следующий раз в 1/4 она прошла в июне на турнире в Бадгастайне. В июле Юханна победила на 100-тысячнике ITF в Бьелле. На домашнем турнире в Бостаде она смогла выйти в полуфинал. Сезон 2013 года Ларссон смогла начать с четвертьфинала в Окленде. В мае она вышла в четвертьфинал турнира в Страсбурге. В июле Юханна добралась до финала турнира в Бостаде, но путь к титулу ей преградила лидер мирового тенниса Серена Уильямс (4-6, 1-6).
На Ролан Гаррос 2014 года Юханна впервые прошла в третий раунд Большого шлема. Такого же результата в том году она достигает и на Открытом чемпионате США. В октябре она единственный раз в сезоне вышла в четвертьфинал соревнований WTA-тура, сделав это на турнире в Люксембурге.
Сезон 2015 года Ларссон начала с выигрыша парного трофея на турнире в Хобарте, разделив свой успех с Кики Бертенс. Их партнёрство оказалось успешным и на Открытом чемпионате Австралии в женском парном разряде они достигли четвертьфинала. В феврале Юханна вышла в полуфинал турнира в Рио-де-Жанейро, а затем в четвертьфинал в Акапулько. В июле Ларссон вновь вышла в финал на турнире в Бостаде. С третьей попытки победить в решающем матче она наконец-то выиграла свой дебютный титул на соревнованиях ассоциации. В финале Ларссон обыграла Мону Бартель со счётом 6-3, 7-6(2). Также в Бостаде она победила и в парном разряде, сыграв в дуэте с Бертенс. Осенью шведская теннисистка дважды вышла в четвертьфинал на турнирах в Сеуле и Ташкенте, а также в полуфинал турнира в Линце.

### 2016—2019
Перед Австралийским чемпионатом 2016 года Ларссон смогла выйти в полуфинал турнира в Хобарте. В феврале она прошла в четвертьфинал в Акапулько, а в апреле в Рабате. В мае в дуэте с Кики Бертенс выиграла в парах на турнире в Нюрнберге, а на Ролан Гаррос их команда достигла четвертьфинала парных соревнований. В июле шведка достигла четвертьфинала в Гштаде и полуфинала в Бостаде. В августе Юханна сыграла на первых для себя Олимпийских играх. которые проводились в Рио-де-Жанейро. В первом же раунде она проиграла француженке Ализе Корне. Перед Открытым чемпионатом США Ларссон смогла выйти в полуфинал в Нью-Хейвене, где по ходу турнира во второй раз в карьере обыграла теннисистку из топ-10 (№ 8 в мире Роберту Винчи) На Большом шлеме в США она прошла в третий раунд. где уступила Серене Уильямс. В сентябре Ларссон совместно с Кирстен Флипкенс завоевала парный приз турнира в Сеуле. В одиночном рейтинге она достигла наивысшего места в карьере, заняв 45-е место. В октябре Бертенс и Ларссон выиграли два парных титула подряд на турнирах в Линце и Люксембурге. На турнирах в Сеуле и Люксембурге Ларссон также проходила в четвертьфинал в одиночном разряде.
На старте сезона 2017 года Бертенс и Ларссон завоевали парный приз турнира в Окленде. В апреле Ларссон добралась до полуфинала грунтового турнира в Боготе. В июле она одержала победу на 100-тысячнике ITF в Контрексвиле. В том же месяце на турнире WTA в Гштаде она попадает в четвертьфинал, а в парном разряде с Кики Бертенс становится чемпионкой турнира. Для Ларссон этот титул стал 10-м в туре в парном разряде. Осенью Бертенс и Ларссон выиграли ещё два титула на турнирах в Сеуле и Линце. В одиночном разряде в этот период Юханна смогла дважды доиграть до четвертьфинала (в Линце и Люксембурге). В концовке сезона Бертенс и Ларссон сыграли на Итоговом турнире, где смогли выйти в финал. В решающем матче они проиграли паре Тимея Бабош и Андреа Главачкова со счётом 6-4, 4-6, [5-10]. Ларссон по итогам сезона вошла в топ-20 парного рейтинга.
В середине февраля 2018 года на турнире в Будапеште Ларссон смогла дойти до четвертьфинала, в котором уступила первой сеянной Доминике Цибулковой. Следующий выход в 1/4 финала она оформила в апреле на турнире в Боготе. В мае Ларссон успешно сыграла на турнире в Нюрнберге, где смогла выиграть свой второй одиночный титул WTA в карьере. В финале она победила американку Алисон Риск — 7-6, 6-4. В октябре в дуэте с Кирстен Флипкенс удалось выиграть парный приз турнира в Линце, где Ларссон в общей сложности выиграла уже третий титул.
На Открытом чемпионате Франции 2019 года Ларссон и Флипкенс смогли выйти в полуфинал, который стал единственным в карьере шведской теннисистки на турнирах серии Большого шлема. После этого они выиграли турнир на траве на Мальорке. Для Ларссон этот титул стал последним в профессиональной карьере. В феврале 2020 года выступлениями за сборную Швеции в отборочных матчах Кубка Билли Джин Кинг она завершила карьеру в возрасте 31 года.

## Итоговое место в рейтинге WTA по годам
| Год  | Одиночный рейтинг | Парный рейтинг |
| 2019 | 217               | 33             |
| 2018 | 76                | 40             |
| 2017 | 80                | 20             |
| 2016 | 51                | 27             |
| 2015 | 55                | 36             |
| 2014 | 70                | 148            |
| 2013 | 83                | 146            |
| 2012 | 73                | 276            |
| 2011 | 59                | 65             |
| 2010 | 68                | 112            |
| 2009 | 170               | 135            |
| 2008 | 169               | 157            |
| 2007 | 314               | 282            |
| 2006 | 382               | 407            |
| 2005 | 491               | 409            |
| 2004 | 1 183             |                |

## Выступления на турнирах

### Финалы турнировWTAв одиночном разряде (5)

#### Победы (2)
| Легенда:                    |
| --------------------------- |
| Турниры Большого шлема (0)* |
| Олимпиада (0)               |
| Итоговый турнир WTA (0)     |
| Premier Mandatory (0)       |
| Premier 5 (0)               |
| Premier (0)                 |
| International (2+14)        |

| Титулы по покрытиям | Титулы по месту проведения матчей турнира |
| ------------------- | ----------------------------------------- |
| Хард (0+10)*        | Зал (0+6)                                 |
| Грунт (2+3)         | Зал (0+6)                                 |
| Трава (0+1)         | Открытый воздух (2+8)                     |
| Ковёр (0)           | Открытый воздух (2+8)                     |

* количество побед в одиночном разряде + количество побед в парном разряде.
| №  | Дата         | Турнир             | Покрытие | Соперница в финале | Счёт       |
| 1. | 19 июля 2015 | Бостад, Швеция     | Грунт    | Мона Бартель       | 6-3 7-6(2) |
| 2. | 26 мая 2018  | Нюрнберг, Германия | Грунт    | Алисон Риск        | 7-6(4) 6-4 |

#### Поражения (3)
| №  | Дата         | Турнир             | Покрытие | Соперница в финале | Счёт    |
| 1. | 25 июля 2010 | Порторож, Словения | Хард     | Анна Чакветадзе    | 1-6 2-6 |
| 2. | 9 июля 2011  | Бостад, Швеция     | Грунт    | Полона Херцог      | 4-6 5-7 |
| 3. | 21 июля 2013 | Бостад, Швеция (2) | Грунт    | Серена Уильямс     | 4-6 1-6 |

### Финалы турнировITFв одиночном разряде (25)

#### Победы (13)
| Легенда:                    |
| --------------------------- |
| 100.000 USD (2+4)*          |
| 80.000 (75.000)** USD (0+1) |
| 60.000 (50.000)** USD (2+1) |
| 25.000 USD (5+7)            |
| 15.000 (10.000)** USD (4+4) |

** призовой фонд до 2017 года
| Титулы по покрытиям | Титулы по месту проведения матчей турнира |
| ------------------- | ----------------------------------------- |
| Хард (8+9)*         | Зал (7+8)                                 |
| Грунт (5+7)         | Зал (7+8)                                 |
| Трава (0+1)         | Открытый воздух (6+9)                     |
| Ковёр (0)           | Открытый воздух (6+9)                     |

* количество побед в одиночном разряде + количество побед в парном разряде.
| №   | Дата            | Турнир                    | Покрытие   | Соперница в финале         | Счёт           |
| 1.  | 15 мая 2005     | Фалькенберг, Швеция       | Грунт      | София Арвидссон            | 6-1 6-3        |
| 2.  | 21 мая 2006     | Фалькенберг, Швеция       | Грунт      | Анне Шеффер                | 6-2 7-6(5)     |
| 3.  | 29 апреля 2007  | Бол, Хорватия             | Грунт      | Тереза Мрдежа              | 6-1 6-3        |
| 4.  | 4 ноября 2007   | Стокгольм, Швеция         | Хард (зал) | Надя Рома                  | 6-2 6-1        |
| 5.  | 10 февраля 2008 | Саттон, Великобритания    | Хард (зал) | Андреа Главачкова          | 7-5 6-0        |
| 6.  | 17 февраля 2008 | Стокгольм, Швеция         | Хард (зал) | Барбора Заглавова-Стрыцова | 0-6 6-1 7-6(1) |
| 7.  | 11 октября 2009 | Барнстепл, Великобритания | Хард (зал) | Полин Пармантье            | 6-2 6-2        |
| 8.  | 25 октября 2009 | Глазго, Великобритания    | Хард (зал) | Мелани Саут                | 6-1 1-6 6-3    |
| 9.  | 28 февраля 2010 | Биберах, Германия         | Хард (зал) | Ромина Опранди             | 4-6 6-2 6-2    |
| 10. | 14 марта 2010   | Клирвотер, США            | Хард       | Чжан Шуай                  | 7-6(4) 6-0     |
| 11. | 28 марта 2010   | Джерси                    | Хард (зал) | Анна Смит                  | 4-6 6-2 6-2    |
| 12. | 8 июля 2012     | Бьелла, Италия            | Грунт      | Анна Татишвили             | 6-3 6-4        |
| 13. | 16 июля 2017    | Контрексевиль, Франция    | Грунт      | Татьяна Мария              | 6-1 6-4        |

#### Поражения (12)
| №   | Дата             | Турнир                        | Покрытие   | Соперница в финале | Счёт           |
| 1.  | 26 июня 2005     | Осло, Норвегия                | Грунт      | Мари Андерссон     | 4-6 4-6        |
| 2.  | 6 ноября 2005    | Стокгольм, Швеция             | Хард (зал) | Кармен Клашка      | 3-6 3-6        |
| 3.  | 20 января 2008   | Сандерленд, Великобритания    | Хард (зал) | Елена Куликова     | 2-6 6-7(6)     |
| 4.  | 9 августа 2009   | Хехинген, Германия            | Грунт      | Ивонн Мойсбургер   | 7-5 5-7 2-6    |
| 5.  | 13 сентября 2009 | Алфен-ан-ден-Рейн, Нидерланды | Грунт      | Ирина Курянович    | 3-6 3-6        |
| 6.  | 1 ноября 2009    | Стамбул, Турция               | Хард (зал) | Марет Ани          | 5-7 7-6(5) 2-6 |
| 7.  | 17 января 2010   | Плантейшн, США                | Грунт      | Айла Томлянович    | 3-6 3-6        |
| 8.  | 13 июня 2010     | Марсель, Франция              | Грунт      | Клара Закопалова   | 3-6 3-6        |
| 9.  | 10 октября 2010  | Барнстапл, Великобритания     | Хард (зал) | Алисон Риск        | 2-6 0-6        |
| 10. | 8 июня 2014      | Марсель, Франция              | Грунт      | Александра Дулгеру | 3-6 5-7        |
| 11. | 17 августа 2014  | Богота, Колумбия              | Грунт      | Лара Арруабаррена  | 1-6 3-6        |
| 12. | 12 июля 2015     | Ферсмольд, Германия           | Грунт      | Карина Виттхёфт    | 3-6 3-6        |

### Финалы Итогового турнираWTAв парном разряде (1)

#### Поражение (1)
| №  | Год  | Место    | Покрытие   | Партнёрша    | Соперницы в финале            | Счёт           |
| 1. | 2017 | Сингапур | Хард (зал) | Кики Бертенс | Тимея Бабош Андреа Главачкова | 6-4 4-6 [5-10] |

### Финалы турнировWTAв парном разряде (23)

#### Победы (14)
| №   | Дата             | Турнир                 | Покрытие   | Партнёрша        | Соперницы в финале                             | Счёт              |
| 1.  | 19 сентября 2010 | Квебек, Канада         | Хард (зал) | София Арвидссон  | Бетани Маттек-Сандс Барбора Заглавова-Стрыцова | 6-1 2-6 [10-6]    |
| 2.  | 12 июня 2011     | Копенгаген, Дания      | Хард (зал) | Ясмин Вёр        | Кристина Младенович Катажина Питер             | 6-3 6-3           |
| 3.  | 17 января 2015   | Хобарт, Австралия      | Хард       | Кики Бертенс     | Виталия Дьяченко Моника Никулеску              | 7-5 6-3           |
| 4.  | 19 июля 2015     | Бостад, Швеция         | Грунт      | Кики Бертенс     | Татьяна Мария Ольга Савчук                     | 7-5 6-4           |
| 5.  | 21 мая 2016      | Нюрнберг, Германия     | Грунт      | Кики Бертенс     | Сюко Аояма Рената Ворачова                     | 6-3 6-4           |
| 6.  | 25 сентября 2016 | Сеул, Южная Корея      | Хард       | Кирстен Флипкенс | Акико Омаэ Пеангтарн Плипыч                    | 6-2 6-3           |
| 7.  | 16 октября 2016  | Линц, Австрия          | Хард (зал) | Кики Бертенс     | Анна-Лена Грёнефельд Квета Пешке               | 4-6 6-2 [10-7]    |
| 8.  | 22 октября 2016  | Люксембург             | Хард (зал) | Кики Бертенс     | Моника Никулеску Патрича Мария Циг             | 4-6 7-5 [11-9]    |
| 9.  | 7 января 2017    | Окленд, Новая Зеландия | Хард       | Кики Бертенс     | Рената Ворачова Деми Схюрс                     | 6-2 6-2           |
| 10. | 23 июля 2017     | Гштад, Швейцария       | Грунт      | Кики Бертенс     | Виктория Голубич Нина Стоянович                | 7-6(4) 4-6 [10-7] |
| 11. | 24 сентября 2017 | Сеул, Южная Корея (2)  | Хард       | Кики Бертенс     | Луксика Кумкхум Пеангтарн Плипыч               | 6-4 6-1           |
| 12. | 15 октября 2017  | Линц, Австрия (2)      | Хард (зал) | Кики Бертенс     | Натела Дзаламидзе Ксения Кнолль                | 3-6 6-3 [10-4]    |
| 13. | 14 октября 2018  | Линц, Австрия (3)      | Хард (зал) | Кирстен Флипкенс | Ракель Атаво Анна-Лена Грёнефельд              | 4-6 6-4 [10-5]    |
| 14. | 23 июня 2019     | Мальорка, Испания      | Трава      | Кирстен Флипкенс | Мария Хосе Мартинес Санчес Сара Соррибес Тормо | 6-2 6-4           |

#### Поражения (9)
| №  | Дата             | Турнир                   | Покрытие   | Партнёрша        | Соперницы в финале                            | Счёт           |
| 1. | 24 февраля 2013  | Мемфис, США              | Хард (зал) | София Арвидссон  | Галина Воскобоева Кристина Младенович         | 6-7(5) 3-6     |
| 2. | 22 февраля 2014  | Рио-де-Жанейро, Бразилия | Грунт      | Шанель Схеперс   | Ирина-Камелия Бегу Мария Иригойен             | 2-6 0-6        |
| 3. | 27 сентября 2015 | Сеул, Южная Корея        | Хард       | Кики Бертенс     | Лара Арруабаррена Андрея Клепач               | 6-2 3-6 [6-10] |
| 4. | 27 февраля 2016  | Акапулько, Мексика       | Хард       | Кики Бертенс     | Анабель Медина Гарригес Аранча Парра Сантонха | 0-6 4-6        |
| 5. | 27 мая 2017      | Нюрнберг, Германия       | Грунт      | Кирстен Флипкенс | Николь Мелихар Анна Смит                      | 6-3 3-6 [9-11] |
| 6. | 29 октября 2017  | Финал тура WTA           | Хард (зал) | Кики Бертенс     | Тимея Бабош Андреа Главачкова                 | 6-4 4-6 [5-10] |
| 7. | 25 февраля 2018  | Будапешт, Венгрия        | Хард (зал) | Кирстен Флипкенс | Хеорхина Гарсия Перес Фанни Штоллар           | 6-4 4-6 [3-10] |
| 8. | 26 мая 2018      | Нюрнберг, Германия (2)   | Грунт      | Кирстен Флипкенс | Катарина Среботник Деми Схюрс                 | 6-3 3-6 [7-10] |
| 9. | 12 января 2019   | Хобарт, Австралия        | Хард       | Кирстен Флипкенс | Чжань Хаоцин Чжань Юнжань                     | 3-6 6-3 [6-10] |

### Финалы турнировITFв парном разряде (26)

#### Победы (17)
| №   | Дата             | Турнир                     | Покрытие   | Партнёрша         | Соперницы в финале                   | Счёт              |
| 1.  | 14 мая 2005      | Фалькенберг, Швеция        | Грунт      | Мари Андерссон    | Наталья Колат Моника Шнайдер         | 6-1 6-1           |
| 2.  | 25 июня 2005     | Осло, Норвегия             | Грунт      | Надя Рома         | Кристина Андлович Каролина Боргерсен | 6-4 6-4           |
| 3.  | 7 октября 2007   | Нант, Франция              | Хард (зал) | София Арвидссон   | Каролина Маес Мелани Саут            | 4-6 7-5 [10-7]    |
| 4.  | 20 октября 2007  | Глазго, Великобритания     | Хард (зал) | София Арвидссон   | Катрин Вёрле Вероника Хвойкова       | 6-3 6-2           |
| 5.  | 4 ноября 2007    | Стокгольм, Швеция          | Хард (зал) | Надя Рома         | Ханне Скак Йенсен Диана Эрикссон     | 6-7(2) 6-3 [10-6] |
| 6.  | 19 января 2008   | Сандерленд, Великобритания | Хард (зал) | Анна Смит         | Мартина Бабакова Ивета Герлова       | 6-1 3-6 [10-3]    |
| 7.  | 15 февраля 2008  | Стокгольм, Швеция          | Хард (зал) | Анна Смит         | Неда Козич Ивана Лисяк               | 6-0 7-5           |
| 8.  | 28 сентября 2008 | Шрусбери, Великобритания   | Хард (зал) | Анна Смит         | Сара Борвелл Кортни Нагль            | 7-6(6) 6-4        |
| 9.  | 4 октября 2008   | Хельсинки, Финляндия       | Хард (зал) | Эмма Лайне        | Патриция Майр Мари-Эв Пеллетье       | 6-4 6-2           |
| 10. | 27 июня 2009     | Кристинехамн, Швеция       | Грунт      | Ханне Скак Йенсен | София Арвидссон Сандра Рома          | 7-6(5) 6-2        |
| 11. | 2 августа 2009   | Бад-Заульгау, Германия     | Грунт      | Ханне Скак Йенсен | Юрика Сэма Дарья Юрак                | 6-2 6-3           |
| 12. | 11 октября 2009  | Барнстапл, Великобритания  | Хард (зал) | Анна Смит         | Келли Андерсон Эмма Лайне            | 7-5 6-4           |
| 13. | 20 марта 2010    | Форт-Уолтон-Бич, США       | Хард       | Шанель Схеперс    | Кортни Нагль Кристина Фузано         | 2-6 7-6(4) [10-7] |
| 14. | 12 июня 2010     | Марсель, Франция           | Грунт      | Ивонн Мойсбургер  | Орели Веди Стефани Коэн-Алоро        | 6-4 6-2           |
| 15. | 24 июля 2011     | Петанж, Люксембург         | Грунт      | Ясмин Вёр         | Кристина Барруа Анна-Лена Грёнефельд | 7-6(2) 6-4        |
| 16. | 11 мая 2014      | Кань-сюр-Мер, Франция      | Грунт      | Кики Бертенс      | Татьяна Буа Даниэла Сегель           | 7-6(4) 6-4        |
| 17. | 29 июня 2018     | Саутси, Великобритания     | Трава      | Кирстен Флипкенс  | Алиция Росольская Абигейл Спирс      | 6-4 3-6 [11-9]    |

#### Поражения (9)
| №  | Дата             | Турнир                   | Покрытие   | Партнёрша       | Соперницы в финале                     | Счёт           |
| 1. | 6 ноября 2005    | Стокгольм, Швеция        | Хард (зал) | Мари Андерссон  | Мария Павелец Ева-Мария Хох            | 4-6 3-6        |
| 2. | 9 апреля 2006    | Макарска, Хорватия       | Грунт      | Надя Рома       | Иоана-Ралука Олару Антония-Ксения Тоут | 4-6 5-7        |
| 3. | 10 февраля 2008  | Саттон, Великобритания   | Хард (зал) | Анна Смит       | Андреа Главачкова Луция Градецкая      | 3-6 3-6        |
| 4. | 24 апреля 2009   | Бари, Италия             | Грунт      | Анна Смит       | Ирина Бурячок Рената Ворачова          | 7-5 2-6 [5-10] |
| 5. | 14 августа 2009  | Коксейде, Бельгия        | Грунт      | Анна Смит       | Шеннон Голдс Николь Криз               | 6-7(3) 2-6     |
| 6. | 6 сентября 2009  | Катовице, Польша         | Грунт      | Мелани Клаффнер | Каролина Косиньская Агнеш Сатмари      | 1-6 6-2 [5-10] |
| 7. | 25 сентября 2009 | Шрусбери, Великобритания | Хард (зал) | Анна Смит       | Кристина Барруа Ивонн Мойсбургер       | 6-3 4-6 [7-10] |
| 8. | 3 октября 2009   | Хельсинки, Финляндия     | Хард (зал) | Анна Смит       | Эмма Лайне Мелани Саут                 | 3-6 3-6        |
| 9. | 25 сентября 2011 | Сен-Мало, Франция        | Грунт      | Ясмин Вёр       | Нина Братчикова Дарья Юрак             | 4-6 2-6        |